# Nederlandse Aannemingsmaatschappij van Werken Buitengaats
Nederlandse Aannemingsmaatschappij van Werken Buitengaats of Netherlands Offshore Company (NOC), later Nederlandse Maatschappij voor Werken Buitengaats, was een aannemer op zee. Het was een samenwerkingsverband dat in 1966 werd opgericht door de aannemers Bos en Kalis, Van Hattum en Blankevoort, Hollandsche betonmaatschappij (HBM), Hollandsche Aannemingsmaatschappij (HAM), Dirk Verstoep, Adriaan Volker en de Nederlandsche Betonmaatschappij (BATO). Daarnaast werd datzelfde jaar met een 25% deelname van Southeastern Drilling Company (Sedco) de Nederlandse Zeeboormaatschappij (Sea Drilling Netherlands, Sedneth) opgericht.
| Schip      | Oplevering | Capaciteit (shortton) |
| ---------- | ---------- | --------------------- |
| Duplus     | 1969       |                       |
| Orca       | 1972       | 800                   |
| Blue Whale | 1976       | 2000                  |
| Sea Lion I | 1976       | 2000                  |
| Narwhal    | 1978       | 2000                  |

Het eerste schip dat de NOC liet bouwen was het dubbelrompsschip Duplus in 1968. In 1971-72 werd een ertstanker omgebouwd tot het kraanschip en pijpenlegger Orca met een kraan met een capaciteit van 800 shortton. In 1973-76 volgde zo de Blue Whale en in 1974-76 de Sea Lion I, beide met een kraan van 2000 shortton. In 1978 werd de nieuwgebouwde halfafzinkbare Narwhal opgeleverd, opnieuw met een kraan van 2000 shortton.
In 1979 deed Heerema een poging om NOC over te nemen, maar dit mislukte en uiteindelijk werd in september overeengekomen dat McDermott via Oceanic Contractors het materiaal van NOC overnam. De drie gecombineerde kraanschepen/pijpenleggers werden door McDermott ingebracht in de joint-venture Construcciones Maritimas Mexicanas.